# Причал
Прича́л — специально оборудованное место (пристань) у берега для швартовки судна или лодки с целью грузовых, пассажирских, ремонтных и прочих операций.

## История
В процессе развития речного и морского дела у цивилизации появилась потребность в оборудованных местах для причаливания кораблей.
В конце XIX столетия в России термин речного судоходства «причал» имел 2 значения:
- канат (верёвка[1]), при помощи которого причалившее судно крепится к берегу, пристани или к другому судну[2];
- куст свай или кольцо на них, к которому крепится канат во время причаливания[2].

В морском деле канат, при помощи которого корабли в гавани «чалятся» к палам и сваям — швартов.
Кто и когда термин «причал» расширил не известно, а ниже представлены другие сведения.
Название причала зависит от его предназначения. В зависимости от того, у какого терминала находится причал, происходит и название:
- У морвокзала — «пассажирский причал».
- Если причал оборудован кранами, железнодорожной веткой, неподалёку складские помещения — «грузовой причал».
- На территории судоремонтного завода — «ремонтный причал».
- Если у причала находится склад с холодильной установкой для хранения пищевых продуктов перед погрузкой с рефрижераторных судов или до погрузки на рефрижераторные суда — «риферный причал».
- Если причал оборудован кранами для погрузки-выгрузки контейнеровозов и неподалёку есть площадка для складирования контейнеров — «контейнерный причал».

Также существуют названия: «зерновой причал» (в старые времена такой причал могли называть «хлебным»), «нефтяной», «угольный», «цементный», «причал для сыпучих (или навалочных) грузов».
Оборудованный причал обязательно в достаточном количестве оборудован специальными тумбами для крепления швартовных концов судна — эти тумбы называются «причальными пушками».
Необорудованный причал может не иметь причальных пушек (или иметь их в недостаточном количестве). Например, если на реке нужно причалить к берегу, «концы» «заводят» вокруг деревьев. Это тоже причал, вернее сказать, — необорудованное причальное место.
Понятия «оборудованный» и «необорудованный причал» могут рассматриваться намного шире. Если судно должно выгружать груз, а причал не имеет кранов и не предназначен специально для грузовых операций с этим грузом, то — это тоже необорудованный причал для этого судна с этим грузом.
Безопасный причал — причал, швартовка и стоянка у которого, для определённого судна, является безопасной с точки зрения непогоды, глубин (с учётом приливо-отливных явлений), конструкции причала, посещения его нежелательными лицами, нападения на него.
В больших портах причалам присваивают номер, что облегчает работу. Например, лоцману дано указание провести судно к причалу № 9. Стивидорам сказано начать выгрузку судна у причала № 9 в 8 утра. С этой целью создаются карты порта с номерами причалов, которые вывешивают в офисах начальников и лоцманов, в местах отдыха и раздевалках стивидоров и на территории порта в одном или нескольких местах.
Причал может быть устроен в виде пирса, набережной, пристани или дебаркадера.
Если причал имеет длину, равную или большую, чем длина судна, выполнен из камня или железобетона и от кромки направлен вертикально вниз под воду или до уровня воды, такой причал иногда называют «причальной стенкой».
В настоящее время существуют электромагнитные или вакуумные причальные устройства, которые позволяют автоматизировать процесс швартовки корабля. Однако они весьма дороги и не на 100% надёжны и поэтому они ещё не вытеснили докеров, осуществляющих эту работу вручную.
| Типичная схема швартовки |                                         |                                                     |
| Номер                    | Наименование                            | Цель                                                |
| 1                        | Bow line — носовой продольный           | предотвращает движение судна назад (кормой)         |
| 2                        | Forward Breast line — носовой прижимной | прижимает лучше остальных носовых концов к причалу  |
| 3                        | Forward Spring line — носовой шпринг    | предотвращает движение судна вперёд (носом)         |
| 4                        | Aft Spring line — кормовой шпринг       | предотвращает движение судна назад (кормой)         |
| 5                        | Aft Breast line — кормовой прижимной    | прижимает лучше остальных кормовых концов к причалу |
| 6                        | Stern line — кормовой продольный        | предотвращает движение судна вперёд (носом)         |

В «Книге узлов Эшли описаны иные виды швартовок, отличающиеся от показанной выше схемы на рисунке.
- «Последний причал» — это последнее место швартовки судна или разборки на металлолом.

## Причал в искусстве
- Образ причала используется в тексте песни Михаила Рябинина «Родительский дом»:Родительский дом — начало начал,
Ты в жизни моей надежный причал.
- «Путь к причалу» — название художественного фильма, снятого в 1962 году режиссёром Георгием Данелией по одноимённой повести Виктора Конецкого (сценарий В. Конецкого в соавторстве с Г. Данелией). Кроме того, под таким же названием — «Путь к причалу» — в 2015 году в московском Музее наивного искусства (Союзный проспект, д. 15а) прошла авторская (посмертная) выставка картин писателя и капитана дальнего плавания Виктора Конецкого, который также всерьёз увлекался живописью и графикой.